# Carmen Arrufat
 (mai 2025).
Si vous disposez d'ouvrages ou d'articles de référence ou si vous connaissez des sites web de qualité traitant du thème abordé ici, merci de compléter l'article en donnant les références utiles à sa vérifiabilité et en les liant à la section « Notes et références ».
Carmen Arrufat Blasco, née le 11 octobre 2002 à Castellón de la Plana (Communauté valencienne), est une actrice espagnole.
Elle est notamment connue pour son rôle de Lis dans le film La innocència (L'Innocence) et pour sa participation en tant que protagoniste dans les séries télévisées HIT et Élite.

## Biographie
Carmen Arrufat est née à Castellón de la Plana le 11 octobre 2002. Elle suit des cours de théâtre depuis l'âge de 11 ans, elle s'est formé à l'École de Théâtre Municipal de Castelló (EMTC). Plus tard, elle à suivi des cours à l'Académie de théâtre Aula Cine y TV de Castellón une école d'art dramatique dirigée par Víctor Antolí, où elle est recrutée pour le casting du film La innocència (L'Innocence).

### Carrière
Carmen Arrufat fait ses débuts en tant qu'actrice dans le film La innocència de Lucía Alemany où elle joue le rôle principal de Lis. Pour sa performance, elle est nommée comme actrice révélation aux Prix Goya, aux Prix Gaudí et à la médaille du Círculo de Escritores Cinematográficos.
Plus tard, elle joue le rôle de Joanna dans le film Nada sera iguál (2019). En septembre 2020, elle obtient le rôle de Lena Vallejo dans la série télévisée espagnole HIT de La 1. La même année, elle a un rôle dans la série Diarios de cuarentena puis, elle joue le rôle de Natalia dans la série Movistar+ Todos mienten. En 2022 elle obtient le rôle de Sara dans la série Élite.

## Filmographie

### Films
- 2019 : La innocència : Lis
- 2019 : Nada será igual : Joanna

### Télévision
- 2020 : Diarios de la cuarentena : Carmen
- 2020-2021 : HIT : Lena Vallejo
- 2022-2024 : Todos mienten : Natalia
- Depuis 2022 : Élite : Sara (Depuis la saison 6)

## Récompenses et nominations
| An   | #Prix                                              | Catégorie                            | Nomination    | Résultat | Ref.  |       |
| ---- | -------------------------------------------------- | ------------------------------------ | ------------- | -------- | ----- | ----- |
| 2020 | #Prix Goya                                         | Prix Goya du meilleur espoir féminin | La innocència | Nommée   |       | [ 2 ] |
| 2020 | Médaille du Círculo de Escritores Cinematográficos | Actrice révélation de cinéma         | La innocència | Nommée   |       | [ 3 ] |
| 2020 | Prix Gaudí                                         | Meilleure actrice                    | La innocència | Nommée   | [ 4 ] |       |
| 2021 | Premios Días de Cine                               | Révélation - Une étoile est née      | La innocència | Lauréate |       | [ 5 ] |